# Loewe (модный дом)
Loewe («Лоэ́ве», /loʊˈɛveɪ/) — испанский модный дом, который специализируется на кожаных изделиях, одежде, аксессуарах и парфюмерии. Основан в 1846 году, является старейшим и одним из крупнейших роскошных модных домов в мире. Входит в состав LVMH с 1996 года.
Компания была основана в Мадриде модельером Энрике Лоэве-и-Россбергом. К началу XX века многие известные люди проявляли большой интерес к Loewe, а королева Виктория Евгения стала постоянным покупателем. В 1905 году Альфонсо XIII сделал Loewe поставщиком королевского дома Испании. Популярность компании быстро росла, её рекламировали такие личности, как Эрнест Хемингуэй, Ава Гарднер, Рита Хейворт, Марлен Дитрих, Софи Лорен и другие.
Креативными директорами модного дома являются Джек Макколлоу и Лазаро Эрнандес.

## История

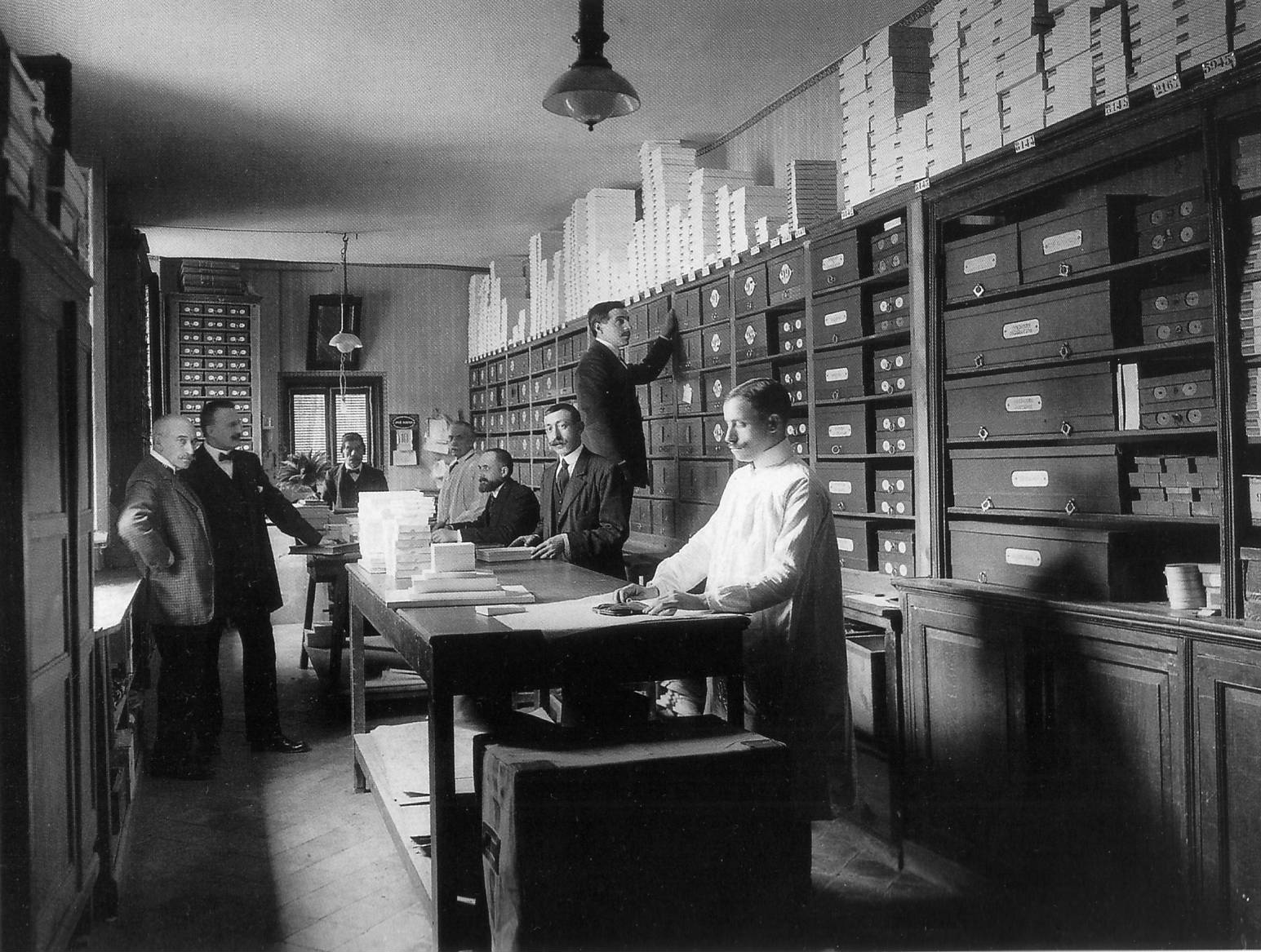
Бутик Loewe в Мадриде, 1905 год

Компания Loewe была основана в 1846 году в Мадриде группой испанских кожевенных мастеров, а сам бренд возник в 1876 году, когда к нему присоединился немецкий торговец гессенского происхождения, Энрике Лоэве-и-Россберг.
К началу XX века многие известные люди стали интересоваться брендом Loewe. В 1905 году король Испании, Альфонсо XIII даровал Энрике Леви-и-Хинтону, потомку основателя оригинального бренда, титул поставщика при королевском дворе. Его жена, королева Виктория Евгения, часто посещала магазин на улице Принсипи-де-Мадрид.
Популярность компании быстро набирала обороты и продвигалась такими известными личностями, как Эрнест Хемингуэй, Ава Гарднер, Рита Хейворт, Марлен Дитрих и Софи Лорен. 1970-м годам компания Loewe расширила свой ассортимент в парфюмерии и моде, создав логотип Loewe, впервые разработанный Карлом Лагерфельдом. Дизайнеры Джорджо Армани и Лаура Бьяджотти разработали женские коллекции одежды.

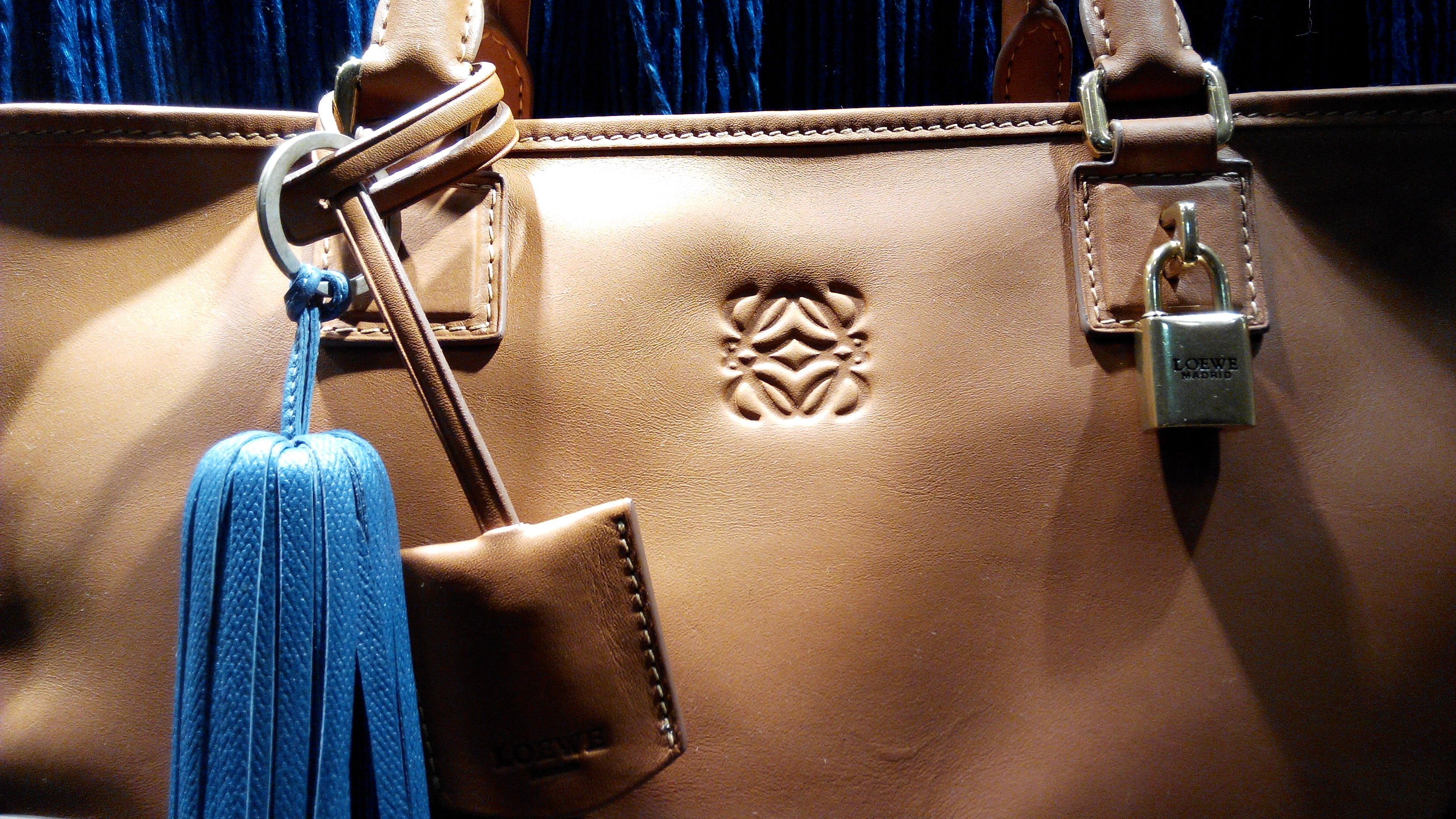
Кожаная сумка от Loewe

В 1986 году компания LVMH купила права на международную дистрибуцию Loewe. В 1996 году она полностью выкупила бренд.
В 1987 году Нарсисо Родригес присоединился к компании в качестве нового креативного директора, и бренд провел свой первый показ на неделе моды в Париже сезон осень/зима 1998 года. За ним последовали Хосе Энрике Ония Сельфа (2000—2007) и Стюарт Веверс (2008—2013). Во время пребывания в должности Веверса бренд сфокусировался на сумках, кожаной одежде и аксессуарах.
В 2013 году креативным директором стал Джонатан Андерсон. Его первые коллекции одежды были представлены в 2014 году. Компания также развернула серию рекламных кампаний под руководством Стивена Майзеля.
С 2014 года штаб-квартира Loewe, включая проектную группу, которая ранее базировалась в Мадриде, находится на площади Сен-Сюльпис в Париже. Компания по-прежнему базируется в Испании. Производство, в частности, изделий из кожи происходит в Барселоне и Хетафе, недалеко от Мадрида.

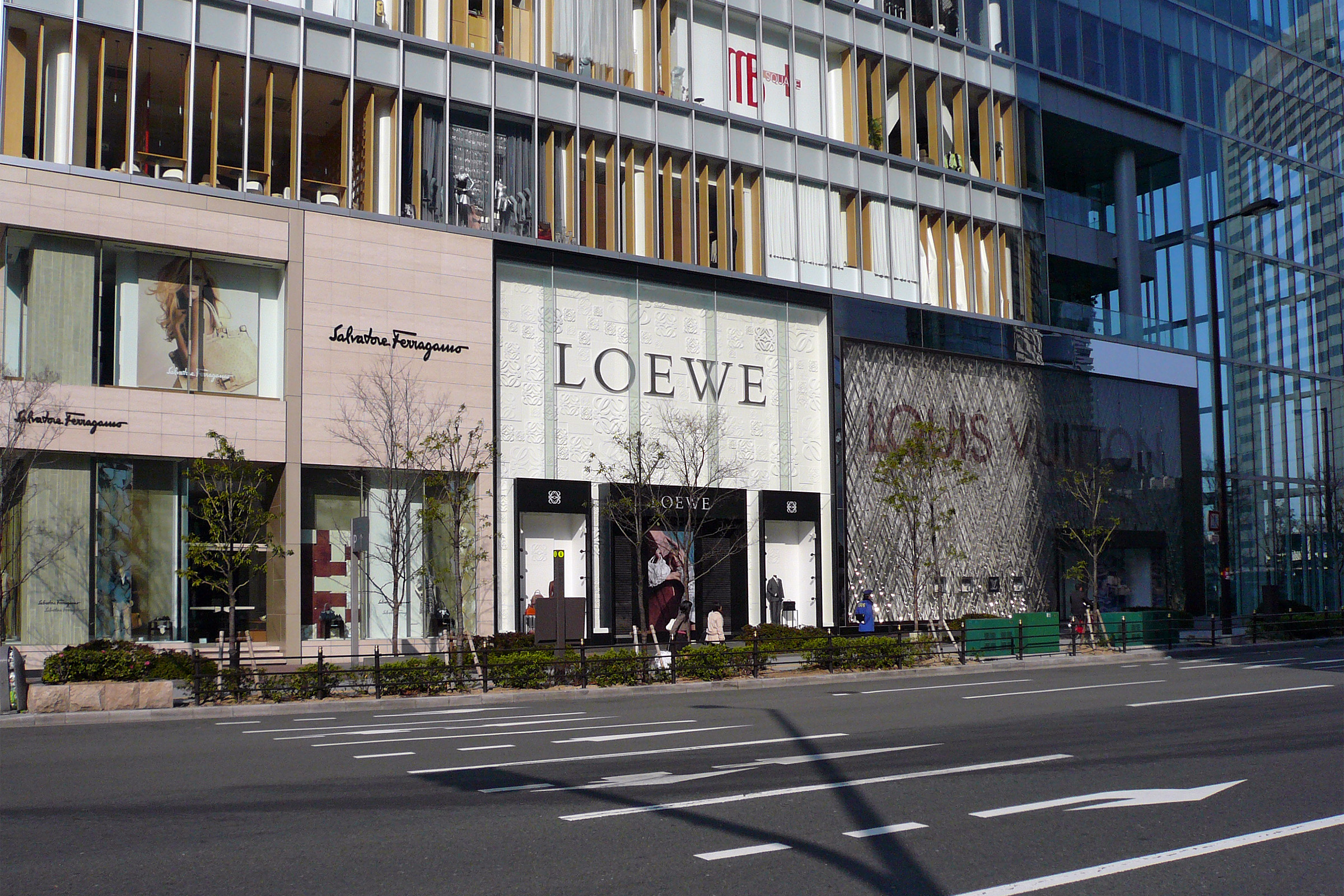
Бутик Loewe в Японии

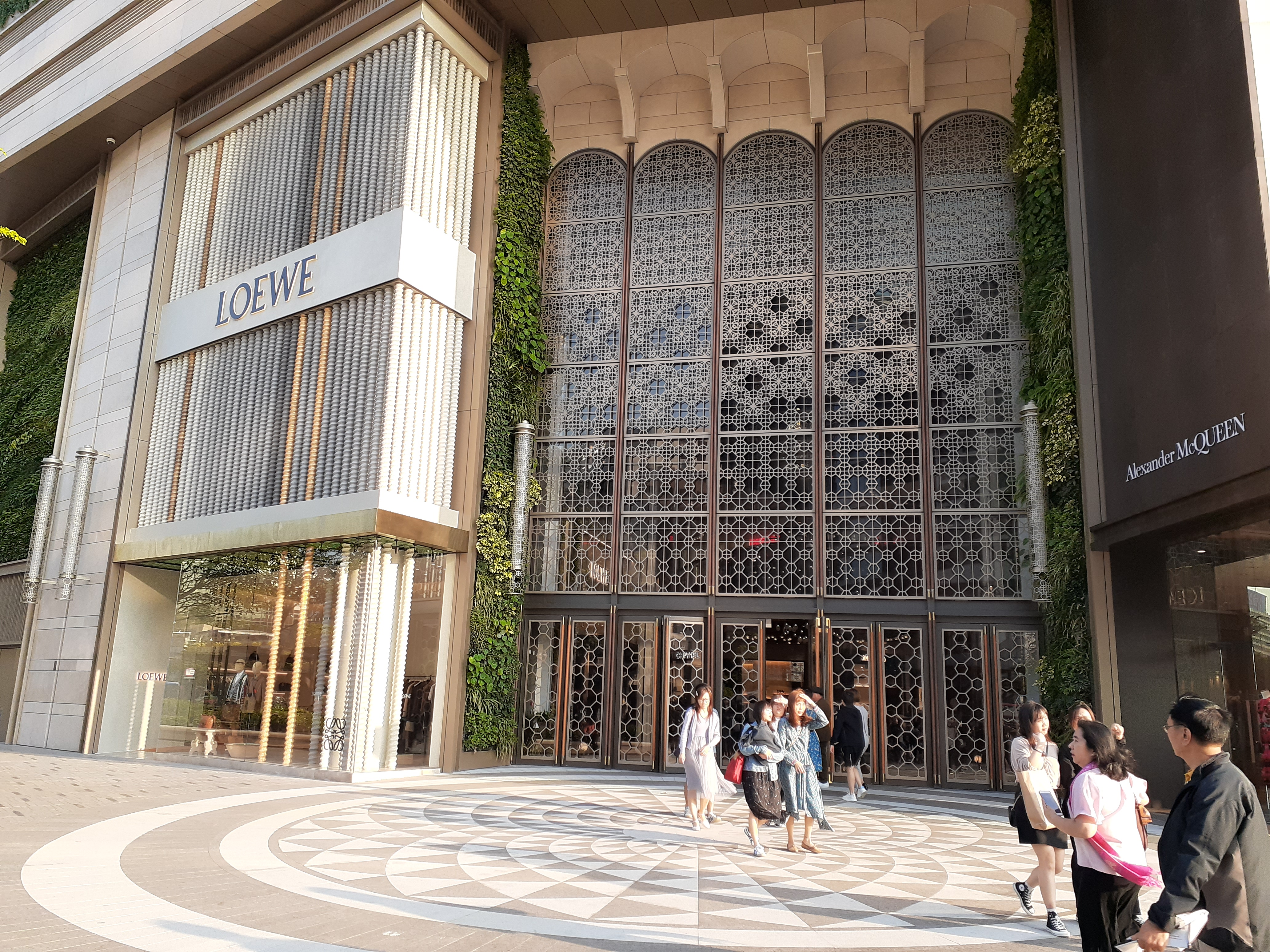
Бутик Loewe в Гонконге

Мать нынешнего короля Испании, королева София, была замечена несколько раз с сумками от Loewe.
По мнению аналитиков самым популярным модным брендом в мире во втором квартале 2023 года стала компания Loewe.
Во втором квартале 2024-го рейтинг самых популярных вещей платформы Lyst возглавили кроссовки Loewe x On Cloudtilt 2.0.
В марте 2025 года стало известно, что Джонатон Андерсон покинул пост креативного директора модного дома Loewe. Новыми креативными директора Loewe стали Джек Макколлоу и Лазаро Эрнандес.

## Расположение
Магазины Loewe расположены по всему миру. В 2014 году 143 магазина Loewe были сосредоточены в Испании и Японии и имели 37 и 27 точек.
Первый лондонский магазин открылся в 1963 году. Компания также имеет три магазина в США, расположенных в модном районе Майами (с 2016 года), в отеле Wynn в Лас-Вегасе (с 2018 года) и в Нью-Йорке (с 2019 года).

## Фонд
В 1988 году Энрике Лоэве-и-Линч, правнук создателя фирмы, основал Фонд Лоэве, частный культурный фонд, который поддерживает различные мероприятия и выставки. Фонд получил золотую медаль за заслуги в области изобразительного искусства от испанского правительства в 2002 году.